# 2019年秋田県議会議員選挙
2019年秋田県議会議員選挙（2019ねんあきたけんぎかいぎいんせんきょ）は、2019年（平成31年）4月7日に投票が行われた秋田県議会の議員を改選するための一般選挙である。

## 概要
県議会議員の4年の任期満了に伴う選挙であり第19回統一地方選挙の一環として行われた。なお、秋田県県議会議員選挙は1947年（昭和22年）4月に実施された第1回の選挙からいずれも統一地方選挙の日程で実施されている。
2019年3月29日に告示され、定数43に対し51人が立候補。無投票当選が決まった選挙区は8つだった。

## 選挙データ
- 告示日:2019年3月29日
- 投開票日:2019年4月7日
- 定員:43名
- 選挙区:17選挙区（うち8選挙区で無投票）
- 立候補者:54名（うち17名が無投票当選）

自由民主党:26名
公明党:1名
日本共産党:2名
社会民主党:2名
立憲民主党:1名
無所属:19名

## 当選者
自民党 
 公明党 
 社民党 
 立憲民主党 
 共産党 
 無所属 
| 秋田市             | 鈴木健太   | 沼谷純       | 松田豊臣   | 工藤嘉範   |
| 秋田市             | 石川ひとみ | 加賀屋千鶴子 | 竹下博英   | 鳥井修     |
| 秋田市             | 北林康司   | 三浦茂人     | 今川雄策   | 宇佐見康人 |
| 能代市・山本郡     | 吉方清彦   | 高橋武浩     | 佐藤信喜   | 薄井司     |
| 横手市             | 鶴田有司   | 柴田正敏     | 小原正晃   | 土谷勝悦   |
| 大館市             | 鈴木洋一   | 佐藤賢一郎   | 石田寛     |            |
| 男鹿市             | 杉本俊比古 |              |            |            |
| 湯沢市・雄勝郡     | 住谷達     | 東海林洋     | 佐藤正一郎 |            |
| 鹿角市・鹿角郡     | 児玉政明   | 川口一       |            |            |
| 由利本荘市         | 小野一彦   | 加藤鉱一     | 三浦英一   |            |
| 潟上市             | 鈴木雄大   |              |            |            |
| 大仙市・仙北郡     | 小松隆明   | 小山緑郎     | 加藤麻里   | 原幸子     |
| 大仙市・仙北郡     | 渡部英治   |              |            |            |
| 北秋田市・北秋田郡 | 北林丈正   | 近藤健一郎   |            |            |
| にかほ市           | 佐々木雄太 |              |            |            |
| 仙北市             | 佐藤雄孝   |              |            |            |
| 南秋田郡           | 鈴木真実   |              |            |            |

### 補欠選挙
| 年   | 月   | 選挙区 | 当選者 | 当選政党 | 欠員     | 欠員政党 | 欠員事由         |
| ---- | ---- | ------ | ------ | -------- | -------- | -------- | ---------------- |
| 2021 | 4月  | 秋田市 | 島田薫 | 自民党   | 沼谷純   | 無所属   | 秋田市長選挙出馬 |
| 2021 | 4月  | 潟上市 | 瓜生望 | 無所属   | 鈴木雄大 | 自民党   | 潟上市長選挙出馬 |
| 2021 | 10月 | 仙北市 | 高橋豪 | 無所属   | 佐藤雄孝 | 自民党   | 仙北市長選挙出馬 |